# Walter Schulz (Oberstleutnant)

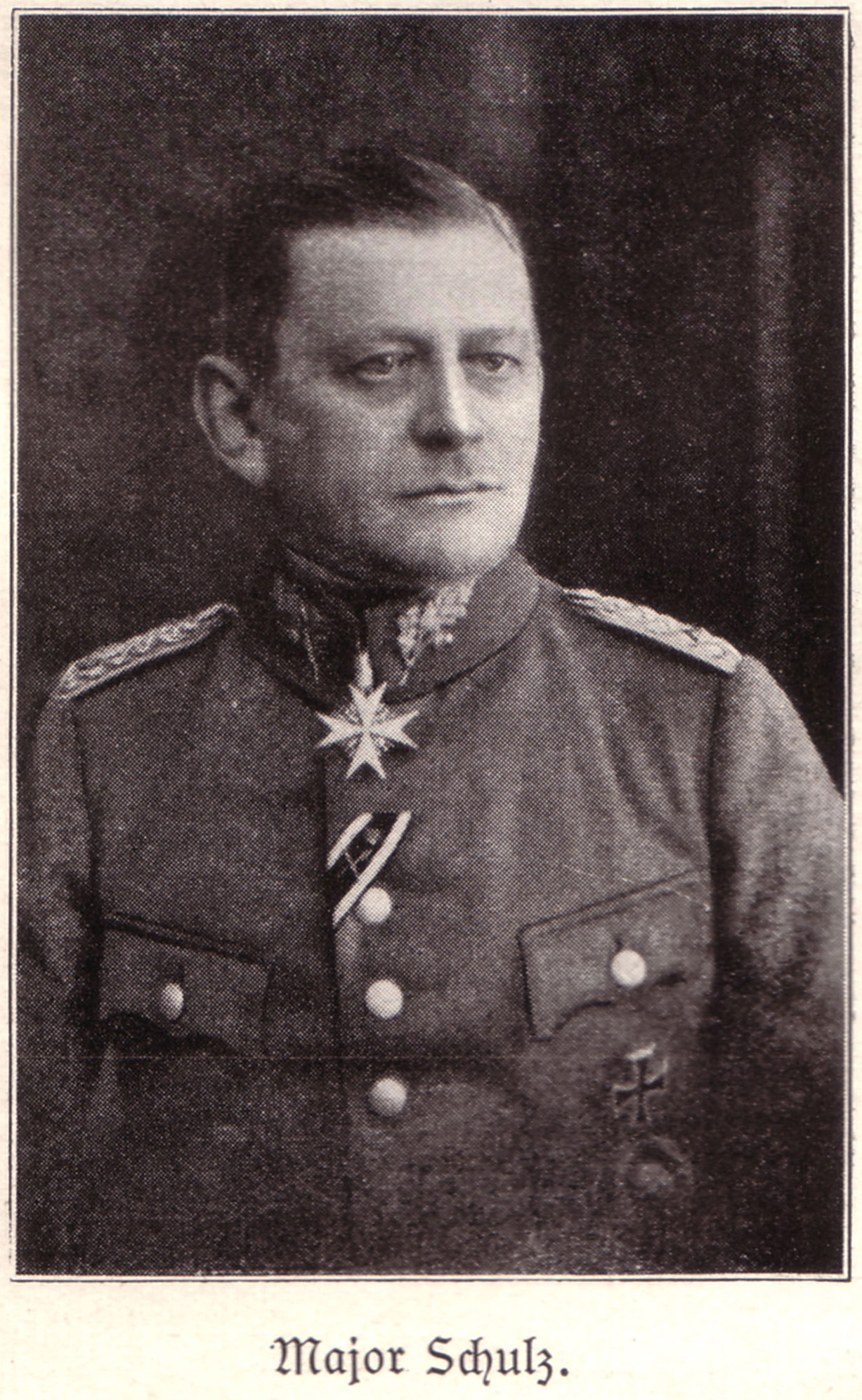
Major Walter Schulz in Freikorps-Uniform um 1919

Walter Schulz (* 3. März 1872 in Berlin; † 5. Oktober 1934 in Bielefeld) war ein preußischer Oberstleutnant.

## Leben
Walter Schulz wurde als Sohn eines späteren Generalleutnants und Präses des Ingenieurkomitee im Kadettenkorps erzogen und 1891 als Portepeefähnrich in das Königs-Infanterie-Regiment (6. Lothringisches) Nr. 145 eingestellt. Dort wurde er 1892 zum Leutnant sowie 1900 zum Oberleutnant befördert. Anschließend wechselte Schulz 1906 zum General-Kommando des XVI. Armee-Korps, wo er am 21. Juli 1907 zum Hauptmann befördert wurde, um dann 1908 zur 16. Division nach Trier kommandiert zu werden. Anschließend trat er als Kompanie-Chef 1910 zum Infanterie-Regiment „Graf Bülow von Dennewitz“ (6. Westfälisches) Nr. 55 in Bielefeld über.

### Erster Weltkrieg
Mit der 7. Kompanie des Regiments zog er im August 1914 in das erste Gefecht bei Lüttich. Nach weiteren Gefechten und einer auskurierten Verwundung wurde Schulz am 28. November 1914 zum Major und Bataillons-Kommandeur befördert. Es folgten weitere Einsätze an der Westfront, gefolgt von der Schlacht vor Verdun und Kämpfe beim Toten Mann. Für diese und weitere erfolgreiche Einsätze seines Bataillons (Schlacht an der Aisne) wurde Major Schulz das Ritterkreuz des Königlichen Hausordens von Hohenzollern mit Schwertern 1917 verliehen.
Nach Genesung von einer im Felde zugezogenen Erkrankung wurde Major Schulz im Januar 1918 als Lehroffizier zum Truppenführer-Kursus Sedan kommandiert. Nach Auflösung diese Kurses im März 1918 erhielt er den Auftrag, einen Kompanieführer-Kursus des VII. Armee-Korps zu leiten.
Am 8. April 1918 wurde Schulz zum Kommandeur des Infanterie-Regiments „Vogel von Falckenstein“ (7. Westfälisches) Nr. 56 ernannt. Unter seiner Führung wurde das Regiment bei weiteren Gefechten und Schlachten an der Westfront (Abwehrschlacht zwischen Soissons und Reims) eingesetzt.
Nach der deutschen Frühjahrsoffensive wurde Schulz für den Pour le Mérite vorgeschlagen. Aus dem Ordensvorschlag, telegrafisch an den Chef des Militärkabinetts: Major Schulz hat „in viertägigen schwierigsten Kämpfen alle Angriffe gegen Front und Flanke seines Abschnitts abgewiesen“. Durch A.K.O. vom 4. Oktober 1918 entsprach der Oberste Kriegsherr dem Vorschlag zur Verleihung des Ordens. Nach dem Waffenstillstand führte Schulz sein Regiment in die Heimat zurück, wo es ab 13. Dezember 1918 demobilisiert wurde.

### Karriereende
Anfang 1919 übernahm Major Schulz die Führung des Freikorps Klewitz, mit dem er im Oktober 1919 in das Reichswehr-Infanterie-Regiment 103, welches später in das 6. Infanterie-Regiment überging. Nach Verleihung des Charakters als Oberstleutnant trat Schulz am 31. Dezember 1920 in den Ruhestand. 
Walter Schulz erlag am 5. Oktober 1934 im Alter von 62 Jahren in Bielefeld, wo er wohnte, einem Herzschlag. Beigesetzt wurde er auf dem Alten Garnisonfriedhof an der Linienstraße in Berlin. Das Grabmal ist nicht erhalten.

## Auszeichnungen
- Roter Adlerorden IV. Klasse[2]
- Kronenorden IV. Klasse[2]
- Eisernes Kreuz (1914) II. und I. Klasse
- Verwundetenabzeichen (1918) in Schwarz